# 對立統一
對立統一是一個哲學概念，最早的提出者是古希臘哲學家赫拉克利特。阿那克西曼德認為所有元素皆為相互對立。現代哲學中的對立統一是一個辯證法上的概念，有時可見於形上學或科學領域。

## 唯物辩证法
辩证唯物主义認為，对立统一规律是唯物辩证法根本规律，也称为矛盾规律或矛盾论。常用于马克思主义中，矛盾论揭示出社会和思想领域中的任何事物以及事物之间都包含着矛盾性，事物矛盾双方又统一又斗争推动事物的运动、变化和发展。对立统一规律的内涵体现为:矛盾双方的同一性与斗争性;矛盾的普遍性与特殊性；事物发展过程中的矛盾以及矛盾双方发展的不平衡性。辩证法是解决一切矛盾的方法论。